# Tursiops australis
Tursiops australis és una espècie de dofí mular descrita recentment, que viu a parts de Victòria (Austràlia).
Antigament es creia que les poblacions actualment classificades com a T. australis formaven part de les altres dues espècies conegudes, però l'examinació del seu crani, els seus caràcters externs i ADN de mostres antigues i recents revelà característiques úniques que dugueren els científics a classificar-les com una espècie pròpia. És la tercera vegada que es reconeix una nova espècie de dofí des de finals del segle xix.
L'espècie fou anomenada Tursiops australis per l'investigadora que la descobrí, Kate Charlton-Robb de la Universitat de Monash.
Només s'han identificat dues poblacions de T. australis: una a Port Phillip i l'altra als Llacs de Gippsland. Es calcula que estan compostes per un total d'aproximadament 150 dofins (100 a Port Phillip i 50 a Gippsland).